# 野崎明
野崎 明（のざき あきら、1960年 - ）は、日本の実業家。住友金属鉱山代表取締役社長。東京都出身。

## 来歴
1984年に早稲田大学商学部卒業後、住友金属鉱山に入社。

2013年に同社執行役員金属事業本部副本部長に就任。その後、同社取締役経営企画部長
、金属事業本部長を経て、2016年に同社常務執行役員。2018年6月より現任。